# Colo Colo FR (BA)
Az Colo Colo de Futebol e Regatas, röviden Colo Colo (BA) vagy Colo Colo de Ilhéus labdarúgó csapatát 1948-ban hozták létre Ilhéus városában. A klub a Baiano bajnokságban és az országos Série D-ben szerepel.

## Sikerlista

### Állami
- 1-szeres Baiano bajnok: 2006
- 2-szeres Segunda Divisão bajnok: 1999, 2014

## Játékoskeret
2015-től
| # |     | Poszt | Név            |
| - | --- | ----- | -------------- |
|   | BRA | K     | Waldson        |
|   | BRA | K     | Jerfesson      |
|   | BRA | V     | Neilton        |
|   | BRA | V     | Edvan          |
|   | BRA | V     | Motta          |
|   | BRA | V     | Nildo          |
|   | BRA | V     | Joadson        |
|   | BRA | V     | Marconi        |
|   | BRA | V     | Michel         |
|   | BRA | V     | Andrei         |
|   | BRA | V     | Paulinho Souza |
|   | BRA | KP    | Ricardinho     |
|   | BRA | KP    | Sidinei        |
|   | BRA | KP    | Leo Natal      |

| # |     | Poszt | Név       |
| - | --- | ----- | --------- |
|   | BRA | KP    | Leo Assis |
|   | BRA | KP    | Danilo    |
|   | BRA | KP    | Dinho     |
|   | BRA | KP    | Elias     |
|   | BRA | CS    | Felipe    |
|   | BRA | CS    | Fredson   |
|   | BRA | CS    | Kássio    |
|   | BRA | CS    | Jacson    |
|   | BRA | KP    | Jussimar  |
|   | BRA | CS    | Ricardo   |
|   | BRA | CS    | Lekão     |
|   | BRA | CS    | Willian   |
|   | BRA | CS    | Xandi     |